# Nicholi Rogatkin
Nicholi Rogatkin (* 21. Dezember 1995 in Boston)  ist ein amerikanischer BMX- und Mountainbikesportler, in den Disziplinen Slopestyle und Freeride. Im Jahr 2016 wurde er Weltmeister in der von der Freeride Mountain Bike Association organisierten FMB World Tour.

## Karriere
Rogatkin begann im Alter von 5 Jahren, BMX zu fahren und nahm mit 13 Jahren an den ersten BMX-Wettbewerben teil. Seine größten Erfolge im BMX-Sport erreichte er 2013 mit einem Sieg in der Pro-Dirt-Kategorie der BMX-Worlds-Veranstaltung in Köln sowie mit einem Sieg bei den ASA Big Air Triples in Miami. Ab dem Jahr 2014 legte er seinen sportlichen Fokus in den Slopestyle- und Freeridesport und wurde im Jahr 2016 Weltmeister der FMB World Tour.
Rogatkin erlangte, als erster Sportler, 2018 die „Triple Crown of Slopestyle“ Auszeichnung im Slopestylesport, mit 3 Siegen bei der Crankworx World Tour.
Als ersten Slopestylefahrer gelang ihm jeweils 2017 der Trick 1440 auf einem Mountainbike sowie der Twister auf einem Downhillbike.

## Erfolge (Auswahl)
- 2013 – BMX Worlds, Pro Dirt (1. Platz)[6]
- 2013 – ASA Big Air Triples Miami (1. Platz)[7]
- 2014 – FMB World Tour Diamond Series (6. Platz)[8]
- 2015 – FMB World Tour Diamond Series (3. Platz)[9]
- 2016 – FMB World Tour Diamond Series (1. Platz)[10]
- 2017 – FMB World Tour Diamond Series (2. Platz)[11]
- 2018 – Crankworx FMBA Slopestyle World Tour (2. Platz)[12]
- 2018 – Red Bull Joyride (1. Platz)[3]
- 2019 – Crankworx FMBA Slopestyle World Tour (8. Platz)[13]
- 2021 – Crankworx FMBA Slopestyle World Tour (2. Platz)[14]